# Alapi à tête nue
Gymnocichla nudiceps
Genre
Espèce
Statut de conservation UICN

 LC  : Préoccupation mineure
L' Alapi à tête nue (Gymnocichla nudiceps) est une espèce de passereaux de la famille des Thamnophilidae (Thamnophilidés en français). C'est la seule espèce du genre Gymnocichla.

## Description
L'Alapi à tête nue mesure environ 15 cm. La particularité du mâle est qu'il a la tête nue, avec quelques plumes dispersées. La couleur de la peau est bleutée. Le plumage est noir, avec une tache blanche dissimulée sur le dos. La couverture secondaire et les plumes de la queue sont bordées de blanc. Le dessous des ailes est cendré. La femelle possède des plumes sur la tête, seuls les lores et le contour de l'œil sont nus. Le plumage est brun-olive. Les plumes extérieures des primaires et des secondaires ainsi que le bout des ailes de couverture sont brun. La queue est brun-noir. Le dessous est brun avec le bord des ailes crème,.

## Alimentation
Il se nourrit d'insectes et d'araignées.

## Répartition
Cette espèce vit du sud-est du Mexique à travers toute l'Amérique centrale, jusqu'au nord-ouest de la Colombie. 

## Habitat
Cet oiseau vit dans les forêts denses ainsi que dans les fourrés des plaines inhabitées.

## Nidification
Le nid, en forme de dôme, peut être disposé à quelques centimètres du sol dans les fourrés ou suspendu dans un arbre. Il est fait de fibres végétales et de feuilles mortes. La femelle y pond 2 œufs qui sont couvés par les deux parents. Les petits sont également nourris par les deux parents.

## Sous-espèces
D'après la classification de référence (version 14.2, 2024) du Congrès ornithologique international, cette espèce est constituée des quatre sous-espèces suivantes (ordre phylogénique) :
- Gymnocichla nudiceps chiroleuca Sclater & Salvin, 1869 — façade atlantique de l'Amérique centrale ;
- Gymnocichla nudiceps erratilis Bangs, 1907 — sud du Costa Rica et du Panama ;
- Gymnocichla nudiceps nudiceps (Cassin, 1850) — Chocó ;
- Gymnocichla nudiceps sanctamartae Ridgway, 1908 — Sierra Nevada de Santa Marta et vallée du río Magdalena.